# Adesmia obcordata
Adesmia obcordata är en ärtväxtart som beskrevs av Dominique Clos. Adesmia obcordata ingår i släktet Adesmia och familjen ärtväxter. Inga underarter finns listade i Catalogue of Life.